# Руис, Гектор
Гектор Руис (Hector Ruiz) — исполнительный председатель и председатель совета директоров американской компании AMD, бывший главный исполнительный директор (CEO) компании.

## Биография
Родился 25 декабря 1945 года в Пьедрас-Неграс, Мексика.
Учился в средней школе в Игл-Пасс, в Техасе. Каждый раз, когда он отправлялся в школу, ему приходилось пересекать границу Мексики и США.
Окончил Техасский университет в Остине, где получил сначала степень бакалавра (1968 г.), а затем (1970 г.) — магистра в области электротехники. Позже, в 1973 году, получил степень доктора наук в Университете Райса.
В течение 6 лет работал в Texas Instruments.
В течение 22 лет Гектор Руис работал в компании Motorola. Последняя должность, которую он занимал в ней, — президент подразделения Motorola по выпуску полупроводниковых продуктов (Motorola Semiconductor Products Sector).
В январе 2000 года основатель AMD Джерри Сандерс принял Руиса в AMD, где он занял должности президента и главного операционного директора. Фактически Руис стал преемником Сандерса.
В 2002 году Сандерс покинул пост главного исполнительного директора AMD, и на его место пришел Руис.
В апреле 2004 года Руис назначен председателем совета директоров AMD. В том же году Руис анонсировал стратегию AMD под названием 50x15, по условиям которой компания должна обеспечить компьютерами и доступом в интернет не менее 50 % населения Земли к 2015 году.
В июле 2008 года Гектор Руис покинул пост главного исполнительного директора, где его заменил главный операционный директор Дирк Мейер, который ранее считался будущим преемником Руиса.
С июня 2008 года Руис стал занимать две должности: председателя совета директоров и исполнительного председателя AMD.

## Другая деятельность
Руис является членом совета директоров компании Eastman Kodak, председателем совета директоров Semiconductor Industry Association (англ.). Входит в состав совета попечителей Университета Райса в Техасе.